# Estación Las Flores
Estación Las Flores ist eine Ortschaft in Uruguay.

## Geographie
Sie befindet sich auf dem Gebiet des Departamento Maldonado in dessen Sektor 5. Estación Las Flores liegt wenige Kilometer nördlich des Río-de-la-Plata-Küstenortes Las Flores. Nächstgelegene Siedlungen sind Cerros Azules im Nordwesten bzw. Gerona und Ruta 37 y 9 im Nordosten. Wenige Kilometer östlich fließt der Arroyo de las Tarariras, während im westlichen Stadtgebiet der Arroyo Las Flores das Ortsgebiet kreuzt.

## Geschichte
Per Gesetz Nr. 13.167(Ley 13.167) wurde Estación Las Flores am 15. Oktober 1963 als Pueblo klassifiziert.

## Infrastruktur
Estación Las Flores liegt an der Ruta 9. Die Ruta 71, die im Ort auf die Ruta 73 trifft, stellt die Verbindung zu Las Flores her. Früher führten die Gleise der Eisenbahnlinie Punta del Este - Montevideo durch den Ort.

## Einwohner
Estación Las Flores hatte 2011 397 Einwohner, davon 194 männliche und 203 weibliche.
| Jahr | Einwohner |
| ---- | --------- |
| 1963 | 506       |
| 1975 | 401       |
| 1985 | 350       |
| 1996 | 380       |
| 2004 | 400       |
| 2011 | 397       |

Quelle: Instituto Nacional de Estadística de Uruguay